# 동북삼보주
동북삼보주(东北三宝酒)는 중국 동북지역의 3대 특산물을 주 원료로 담그는 약주(药酒)의 일종이다.
동북삼보주의 유래는 중국 동북지역의 전통 특산품을 지칭하는 "동북삼보(东北三宝)" 에서 비롯한다.
"동북삼보"는 과거 인삼, 녹용, 오랍초를 의미했으나 현재는 통상적으로 인삼, 녹용, 담비를 말한다. 
1. 인삼: '백초의 왕'으로 알려져 있으며 중의학에서는 허약함을 보강하고 정기를 이롭게 하며, 냉증을 없애는 등 많은 효능이 있다.
2. 녹용: 정력과 골수를 채워주고 혈액에 영양을 공급해 근육과 뼈를 튼튼하게 하는 효과가 있어 통상 허약한 신체를 보충하고 난청 및 시력 저하 등의 증상을 치료하는데 사용된다.
3. 담비: 동북 3보 중 하나로 가죽은 고급 옷을 만드는데 쓰이며 동북삼보주에는 말린 성기를 사용해 보양 효과를 높인다.

일반적인 제조법은 인삼과 녹용을 각 30g 정도씩 얇게 썬 후, 말린 담비 음경을 백주와 함께 용기에 담아 밀봉하여 약 보름 정도 담근 뒤 마신다. 
다만 동북삼보주의 원료는 위의 3가지 원료에 국한되지 않고 너구리나 당나귀, 개, 물개 등의 성기를 사용하는 여러 배합이 있으며, 구기자나 대추 등 한약재를 사용하기도 한다. 이러한 배합들은 허리와 신장에 영양을 공급하고 양기를 돋우며 냉증을 없애고 발기부전에 효과가 좋다고 알려져 있다.
동북삼보주의 효능은 신장에 영양을 공급하고 양기를 촉진하는 효과가 있으며 오한, 허리와 무릎의 시큰거림, 발기부전, 무기력, 음낭의 습한 냉증, 배뇨 및 기타 증상이 있는 환자에게 적합하다고 한다.